# Stadio Olimpico (Kiev)
Il Complesso nazionale sportivo olimpico (in ucraino Націона́льний спорти́вний ко́мплекс «Олімпі́йський»?, Nacionál'nyj Sportývnyj Kómpleks «Olimpijs'kyj»; in russo Национа́льный спорти́вный ко́мплекс «Олимпи́йский»?, Nacionál'nyj Sportívnyj Kómpleks «Olimpijs'kij») è un impianto sportivo di Kiev, capitale dell'Ucraina.
Costruito nel 1923 in epoca sovietica come stadio Rosso, fu soggetto a diversi cambiamenti di nome nel corso della sua storia, tra i quali stadio Stalin, stadio Chruščёv e stadio Centrale; il nome attuale è del 1996, posteriore all'indipendenza ucraina.
Già usato nel 1980 come sede di supporto a Mosca per le gare del torneo olimpico di calcio, in tempi più recenti fu soggetto a parziale demolizione e ricostruzione per renderlo idoneo a ospitare incontri del campionato europeo di calcio 2012.

## Storia
Originariamente noto come stadio Rosso (Červonij stadion) dalla fondazione fino al 1941, assunse poi le denominazioni di stadio Repubblicano Stalin (Stalins'kyj Respublikans'kyj Stadion) fino al 1953, stadio Repubblicano Chruščёv (Respublikans'kyj stadion im. N. Chruščova) fino al 1966, Stadio Centrale di Kiev (Kyïvs'kyj Central'nyj stadion) fino al 1978 e successivamente stadio della Repubblica (Respublikans'kyj stadion) fino al 1996, per poi assumere nuovamente il nome attuale. Nell'autunno del 1969, la Fiorentina fu la prima squadra italiana a espugnare il campo kievano e, nel contempo, anche un campo dell'oltrecortina sovietico.

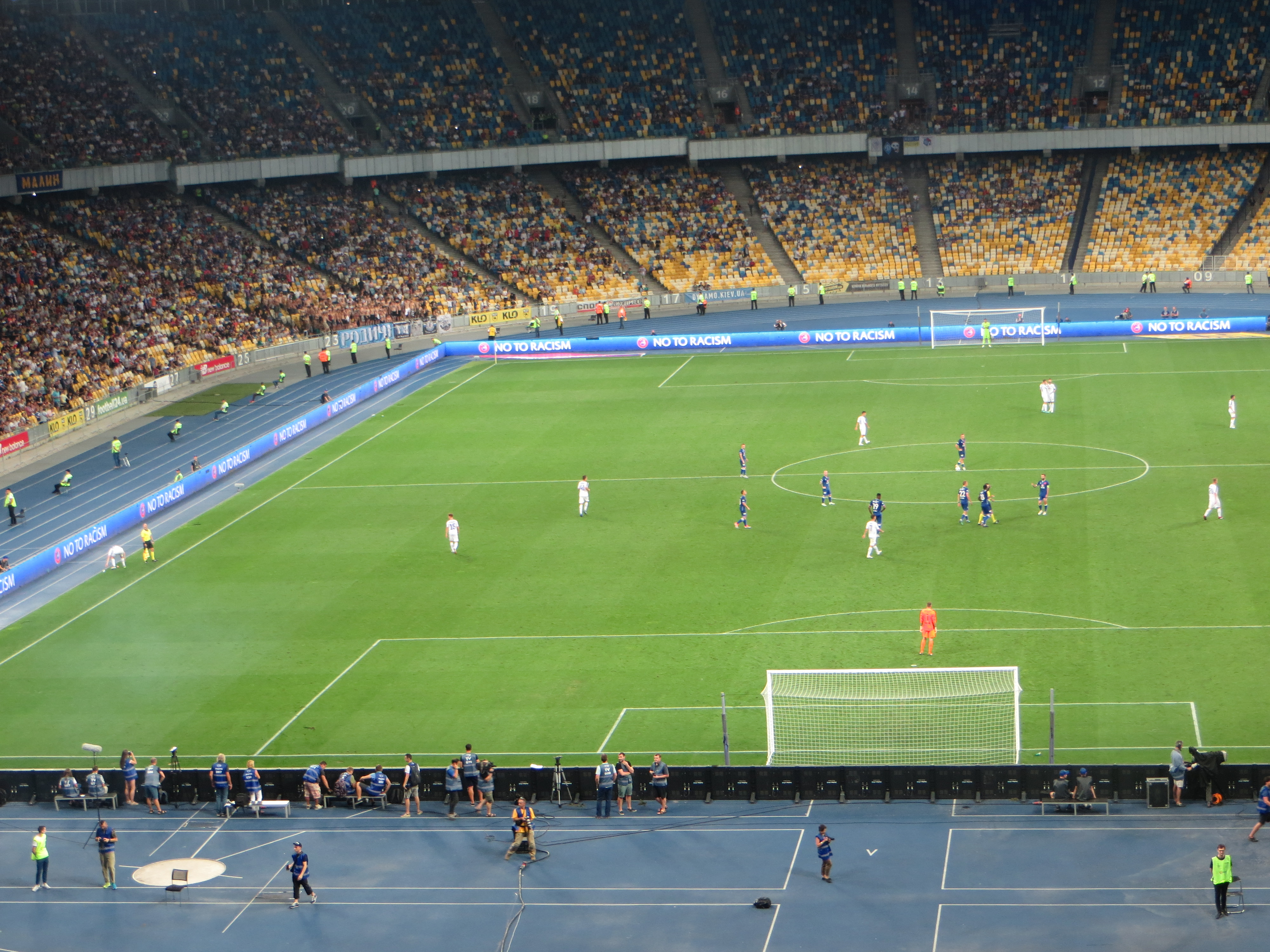
Dinamo Kiev e in campo all'Olimpico di Kiev il 14 agosto 2018

Dopo la dissoluzione dell'Unione Sovietica, con l'indipendenza dell'Ucraina lo stadio ha acquisito lo status di impianto nazionale. Nel 1996, per decreto del presidente dell'Ucraina, l'impianto fu ridenominato Complesso nazionale sportivo olimpico, nome che conserva ancora oggi.
Dopo il 1991, data la scarsa affluenza registrata in occasione delle partite locali, la Dinamo Kiev iniziò a disputare regolarmente le proprie partite di campionato e coppa nazionale allo stadio Dinamo, molto meno capiente, mentre continuò a giocare le partite europee allo stadio Olimpico.
Dal 1997 al 1999 lo stadio fu sottoposto a lavori di ammodernamento in accordo con le linee guida della FIFA e la sua capienza diminuì sino a 83 450 spettatori.
Con l'assegnazione dell'organizzazione del campionato d'Europa 2012 a Polonia e Ucraina, ufficializzata il 18 aprile 2007, lo stadio Olimpico di Kiev fu designato come sede della finale dell'europeo. I lavori di ammodernamento iniziarono il 1º dicembre 2008 e terminarono nell'ottobre 2011, periodo durante il quale lo stadio rimase chiuso, facendo sì che lo stadio Dinamo ospitasse anche le partite internazionali della Dinamo Kiev.
La ricostruzione dell'impianto comportò la demolizione e la riedificazione dell'anello inferiore, una nuova tribuna ovest con uno spazio di due livelli da riservare alla stampa, palchi di lusso tra i due livelli e l'aggiunta di un edificio di 13 piani situato nella zona est e destinato a ospitare l'hotel Sheraton Kyiv Olimpijs'kyj, nonché la costruzione di un nuovo tetto per la copertura integrale dello stadio, consistente in una membrana translucida di 45 000 metri quadrati. La capienza totale fu ridotta a 70 050 posti a sedere.
L'8 ottobre 2011 il rinnovato stadio Olimpico fu aperto al pubblico dal presidente ucraino Viktor Janukovyč.

## Eventi ospitati
Lo stadio ha una capienza di circa 70 050 posti e ospita alcune gare della Dinamo Kiev come le gare casalinghe a livello europeo e internazionali e le partite della nazionale ucraina di calcio. Nel 1980 è stato utilizzato per ospitare alcuni incontri del torneo di calcio della XXII Olimpiade. Dal 1992 al 2007 è stato la sede ufficiale della finale della Coppa d'Ucraina.
Nel 2012 ha ospitato tre partite del gruppo D, un quarto di finale e la finale del campionato europeo di calcio, vinta dalla Spagna per 4-0 contro l'Italia.
Nel 2018 ha ospitato la 63ª finale di UEFA Champions League vinta dal Real Madrid per 3-1 contro gli inglesi del Liverpool: per gli spagnoli si è trattata della tredicesima vittoria, la terza consecutiva.

## Partite del campionato europeo 2012
| Data           | Orario (CET) | Squadra #1  | Risultato     | Squadra #2  | Fase del torneo  | Spettatori |
| -------------- | ------------ | ----------- | ------------- | ----------- | ---------------- | ---------- |
| 11 giugno 2012 | 20:45        | Ucraina     | 2-1           | Svezia      | Girone D         | 64 290     |
| 15 giugno 2012 | 21:00        | Svezia      | 2-3           | Inghilterra | Girone D         | 64 640     |
| 19 giugno 2012 | 20:45        | Svezia      | 2-0           | Francia     | Girone D         | 63 010     |
| 24 giugno 2012 | 20:45        | Inghilterra | 0-0 (2-4 dcr) | Italia      | Quarti di finale | 64 340     |
| 1º luglio 2012 | 20:45        | Spagna      | 4 - 0         | Italia      | Finale           | 63 170     |